# 夹层资本
夹层资本（英語：Mezzanine capital）是杠杆收购特别是管理层收购（MBO）中的一种融资来源，是收益和风险介于企业债务资本和股权资本之间的资本形态。
夹层融资可以是债务（通常是无担保）或优先股，級別高于普通股。
与担保债务或高级债务相比，夹层资本通常是公司更昂贵的融资来源。在违约的情况下，夹层融资仅在所有高级债务已经到期后才偿还。此外，夹层融资通常是私募，由较小的公司使用，并且可能涉及比高收益市场中的问题更高的总体杠杆水平;因此他们涉及额外的风险。为了弥补风险，夹层债务持有人要求的投资回报高于有担保的贷款人。

## 結構
夹层融资可以在运营公司层面或控股公司（也称为结构从属）层面进行。在控股公司结构中，由于没有业务，因此没有现金流，证券的结构从属关系和对运营公司现金股利的依赖会带来额外的风险，通常会带来更高的成本。由于公司现有的资本结构，这种方法最常采用。

## 用途

### 杠杆收购
在杠杆收购中，夹层资本与其他证券一起使用，以资助被收购公司的购买。通常，夹层资本将用于填补较便宜的融资形式（例如高级贷款、第二留置权贷款、垃圾債券）和股权之间的融资缺口。通常情况下，财务担保人会在转向夹层资本之前先耗尽其他资金来源。
金融赞助商将寻求在杠杆收购中使用夹层资本，以减少私募股权公司投入的资本金额；由于夹层贷款人的目标资本成本通常低于私募股权投资者，因此使用夹层资本可以提升私募股权公司的投资回报。此外，由于最低规模要求较高，中间市场公司可能无法进入高收益市场，因此需要灵活的私营夹层资本。

### 房地产金融
在房地产金融中，地产开发商通常使用夹层贷款来确保发展项目的补充融资（通常在主要抵押贷款或建筑贷款资产要求大于10％的情况下）。这些类型的夹层贷款通常由第二级房地产抵押贷款（即从属于第一抵押贷款机构的排名）担保。